# Антимонопольные протесты в Болгарии (2013)
Антимонопольное протесты в Болгарии под лозунгом «Да запалим монополите» («подожжём монополии») начались 28 января 2013 года в Сандански, 5 февраля в Благоевграде и впоследствии перекинулись на другие города. Протесты направлены против монополий и высоких счетов за электроэнергию и отопление за декабрь 2012 года и январь 2013 года. Некоторым пенсионерам пришли счета, сумма которых превышает их пенсию.
Требования протестующих включают:
Энергетический сектор:
- Национализация энергетических компаний
- Ликвидация всех фирм и передача их функций НЭК (Национальная энергетическая компания)
- Рассекречивание всех контрактов в энергетическом секторе и привлечение к ответственности подписавших их
- Потребление электроэнергии, произведённой на АЭС «Козлодуй», только на внутреннем рынке
- Обязательная покупка электроэнергии у НЭК.

Отопление:
- Индивидуальные контракты с компаниями, с возможностью разрыва контракта по желанию заказчика с уведомлением за месяц.
- Перерасчет и переоценка потребленного тепла.

В протестах приняли участие десятки тысяч человек во многих городах Болгарии, включая Софию. В городе Варна погиб 36-летний мужчина, совершивший акт самосожжения. Ранены десятки человек.

## Отставка правительства
20 февраля правительство Болгарии во главе с премьер-министром Бойко Борисовым подало в отставку. 21 февраля парламент утвердил отставку правительства.

## 3 марта
В стране продолжились протесты — София, Варна несмотря на отставку правительства.

## Самосожжения
В ходе протестов было несколько случаев самосожжения, 5 человек погибли.